# Rue George-Eastman
La rue George-Eastman est une voie du 13e arrondissement de Paris située dans le quartier de la Gare.

## Situation et accès

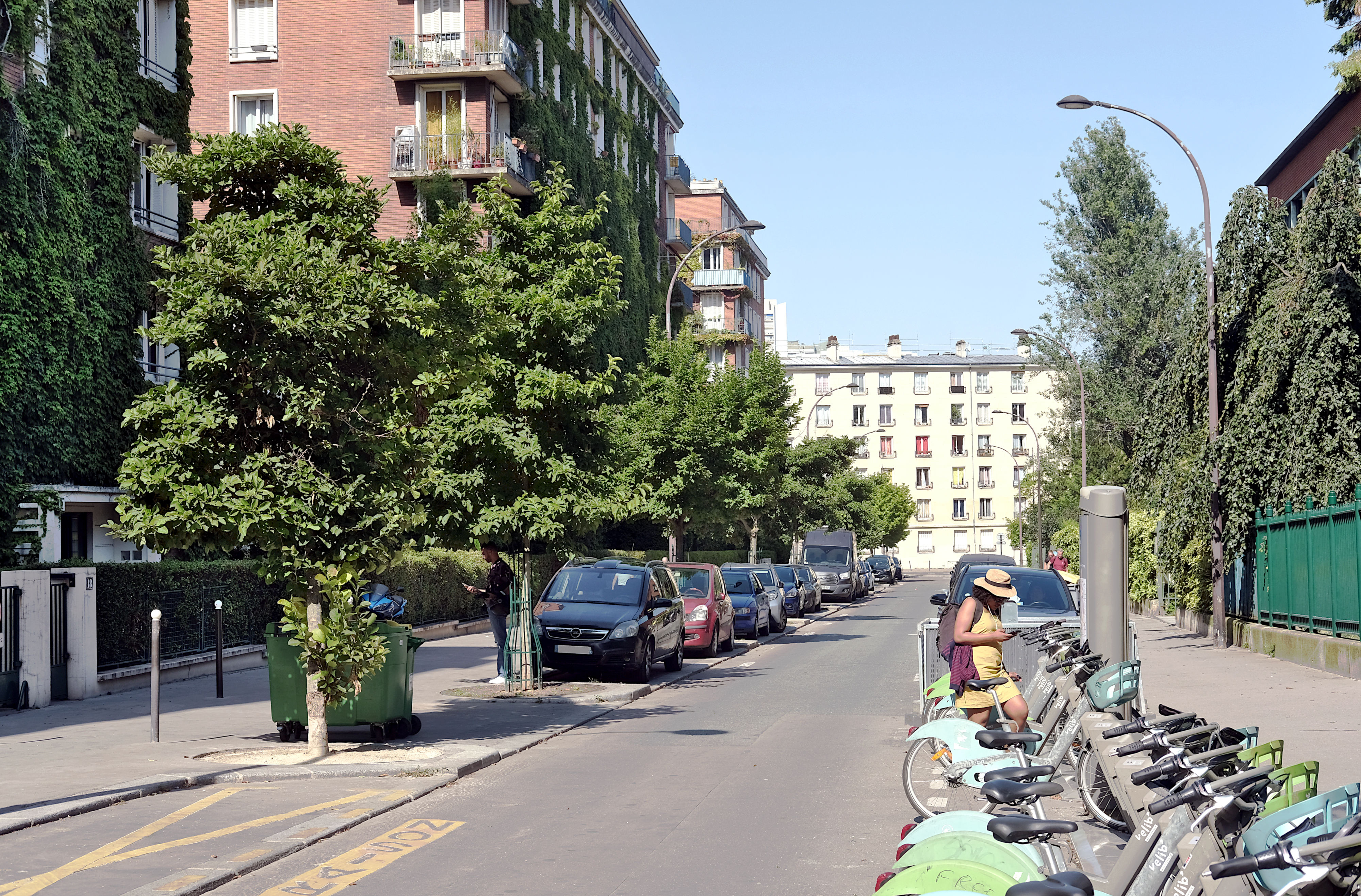
La rue en 2024.

La rue George-Eastman est desservie par les lignes 5, 6 et 7 à la station Place d'Italie.

## Origine du nom
Elle porte le nom de l'industriel et philanthrope américain George Eastman (1854-1932), qui fonda l'institut dentaire homonyme présent dans la rue.

## Historique
La rue est ouverte en 1937 sur les anciens terrains de l'ancienne usine à gaz d'Ivry et prend sa dénomination actuelle le 3 septembre 1947.

## Bâtiments remarquables et lieux de mémoire

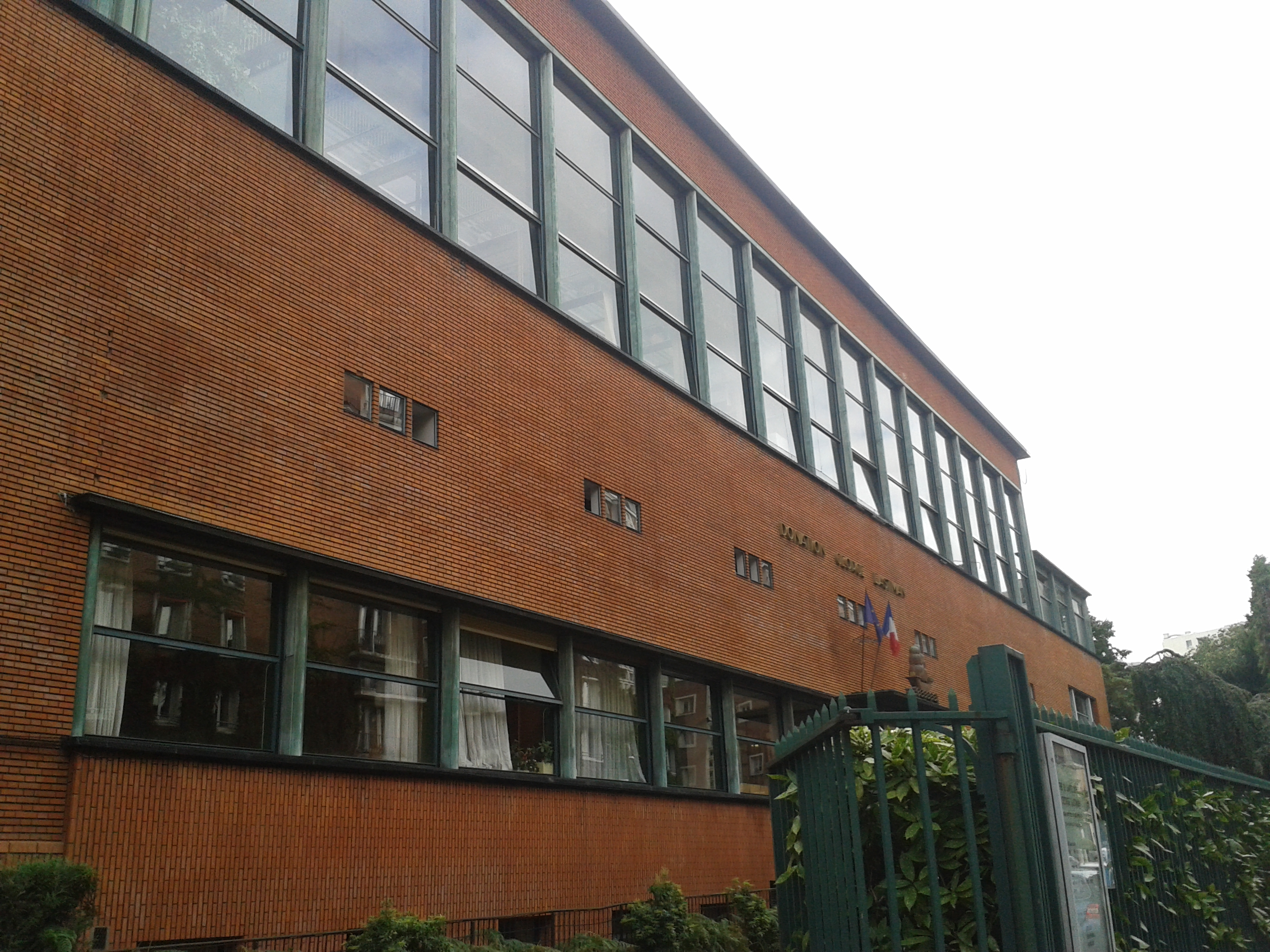
Façade de l'Institut dentaire George-Eastman.

- Au no 11, l'Institut dentaire George-Eastman fondé en 1937, pour développer l'hygiène dentaire des enfants grâce à une donation de George Eastman.
- Le parc de Choisy.